# L'amato ricorderà la graziosa sua cerbiatta?
L'amato ricorderà la graziosa sua cerbiatta? è una poesia attribuita all'anonima moglie di Dunash ben Labrat, poeta e grammatico ebreo. 

## Testo e traduzione
| Ebraico | Traslitterazione | Traduzione |
| הֲיִזכוׂר יֵעֲלַת הַחֵן יְדִידָהּ בְּיוׂם פֵּירוּד וּבִזְרוׂעָהּ יְחִידָהּ וְשָׂם חוׂתַם יְמִינוֹ עַל שְׂמׂאלָהּ וּבִזְרוׂעוׂ הֲלאׁ שָׂמָה צְמְידָהּ בְּיוֹם לָקַחָה לְזִכָּרוׂן רְדִידוׂ וְהוּא לָקֵח לְזִכָּרוׂן רְדִידָהּ הֲיִשָׁאֵר בְּכָל אֶרֶץ סְפָרַד וְלוּ לָקַח חֲצִי מַלְכוּת נְגִידָהּ | Ha-yizkor ya‘alat ha-ḥen yedidah be-yom perud u-vi-zero‘ah yeḥidah Ve-sam ḥotam yemino ‘al-semolah u-vi-zero‘o ha-lo’ samah ẓemidah Be-yom laqḥah le-zikaron redido ve-hu’ laqaḥ le-zikaron redidah Ha-yishsha’er behol ereẓ sefarad ve-lu laqaḥ ḥaẓi malhut negidah? | L’amato ricorderà la graziosa sua cerbiatta? Nel giorno del commiato, ella teneva il suo unico figlio tra le braccia. La destra di lui pose un anello alla sinistra di lei, al braccio di lui lei mise un bracciale. Quel giorno lei prese per ricordo il mantello di lui e lui prese per ricordo il mantello di lei. Rimarrebbe egli nella terra di Sefarad se metà regno avesse di colui che la governa? |

## Commento
Questa poesia è l'unica, insieme a quelle di Qasmuna e Sarah di Yemen, a essere stata scritta da una donna ebrea in epoca medievale e l'unica poesia medievale scritta da una donna in ebraico (lingua che solitamente non veniva insegnata alle donne). Il componimento è stato scritto intorno al 950 dopo che il marito della scrittrice, Dunash ben Labrat, è costretto a fuggire da Cordoba. È quindi una poesia di commiato, un verso disperato dovuto all'abbandono del proprio marito. Il mantello di Dunash, preso dalla moglie, potrebbe riferirsi alla kufiyya, uno scialle che gli orientali portavano sul capo. È molto interessante l'immagine della donna con il bambino tra le braccia, «una significativa autorappresentazione femminile, in cui la donna si percepisce come moglie e madre» . Il finale introduce il tema della speranza, il sogno di vedere il proprio marito ritornare in patria, una Sefarad (Spagna) che assume connotati quasi fiabeschi. Notiamo infatti una certa affinità con le "canzoni di donna", genere popolare che esiste in area iberica dall'antichità per diffusione principalmente orale (ma che si svilupperà poi nelle harğat mozarabiche e le Cantigas d'amigo galego-portoghesi), caratterizzate da una voce femminile che invoca l'amante lontano sperando in un suo ritorno, sullo sfondo di un regno da fiaba. 
Altro elemento da sottolineare è la fluidità e la maestria con la quale la poetessa scrive, rispettando le innovazioni grammaticali introdotte dal marito: ciò costringe a rivalutare la condizione degli ebrei nella Spagna araba durante il X sec. e più specificatamente la condizione delle donne in quel contesto, in questo caso dotata di una cultura tale da permetterle di scrivere questo poema. Il testo è inoltre colmo di citazioni bibliche, «dai Proverbi (5: 19) a Ester (5: 3) fino, soprattutto, al Cantico dei Cantici (5: 7; 8: 6-7), da cui nessun poeta d’amore medievale, a maggior ragione se ebreo, può prescindere», lasciando trasparire ancora una volta la profonda cultura di questa autrice.  
I due manoscritti che recitano la poesia della donna sono i seguenti: il Ms. T-S NS 143.46, che contiene anche la risposta di Dunash, e il Ms. Mosseri IV.387.2.

## Contesto storico
Nel Medioevo ebraico le donne che si dedicano alla letteratura sono rare, ma non inesistenti. Talvolta scrivono proprio per professione: è il caso delle copiste, come per esempio la scriba Myriam bat Benaya (di cui conosciamo un Pentateuco da lei copiato e firmato), oppure le mu'allima, le maestre che insegnavano la Bibbia ai bambini dell'Egitto medievale. Esistono poi le donne benestanti, cresciute in famiglie di intellettuali e quindi a stretto contatto con la cultura: le donne posseggono libri, li leggono e li annotano anche. Talvolta, come la moglie di Dunash ben Labrat, scrivono poesie. 
In questo periodo la produzione poetica femminile è quasi interamente legata all'oralità, impedendoci così di comprendere il fenomeno nella sua interezza ma consentendoci tuttavia di immaginare la presenza di canali di comunicazione particolarmente ricettivi e influenze interculturali di temi e forme poetiche. Sono poche le volte in cui la produzione diventa scritta, come nel caso della moglie di Dunash o di Qasmuna bat Ismail, figlia del visir ebreo di Granada Shmuel ha-Naggid nel XI sec. L'importante differenza tra le due autrici è la lingua usata per scrivere: ebraico per la prima, arabo per la seconda. Come già detto, conosciamo diverse donne colte e alfabetizzate, ma il rapporto con la Lingua Sacra è diverso, essendo quest'ultima considerata spesso appannaggio maschile (fenomeno che vale non solo per la società ebraica ma in generale per la cultura medievale, che vede contrapposte una lingua sacra e colta per gli uomini e una "lingua materna", associata all'apprendimento naturale delle donne). 

## Vita dell'autrice
Le informazioni su di lei sono perlopiù assenti, tanto che si è perso il nome della donna ed è ormai ricordata come "moglie di Dunash ben Labrat". Vive a Cordova, insieme al marito Dunash e il loro figlio, di cui sappiamo l'esistenza grazie alla poesia. È stato ipotizzato che la moglie di Dunash potesse essere la figlia di Hasday ibn Shraprut, come la poesia sembrerebbe suggerire. Sappiamo che Hasday è stato nāśī’ della comunità ebraica di Sefarad intorno al 960 d.C. L'ultima parola del poema, "negidah", è composta dalla parola nagid (principe) e il suffisso pronominale femminile della terza persona (-ah), rima del poema. L'ambiguità sta proprio nel fatto che -ah potrebbe indicare sia Sefarad (metà del regno del nagid di Sefarad) sia la moglie di Dunash (metà del regno del suo nagid), indicando forse un rapporto molto stretto con Hasday ibn Shaprut, come quello padre-figlia. 
Il marito Dunash ha un ruolo molto importante nella stesura del verso: l'evento che ha portato la donna a scrivere questa poesia è proprio la partenza di quest'ultimo, le cui cause sono poco chiare. È presumibile che sia avvenuto dietro consiglio di Hasday.

Dalla risposta del marito, che si trova correlata al Ms. T-S NS 143.46,  possiamo presumere che questo addio fosse in qualche modo sofferto anche da lui. La poesia, tradotta in inglese da Peter Cole, recita:
Were you seeking the day of my death when you wrote:

     "Have you betrayed and abandoned your vows?"
Could I betray a woman so wise
    given by God as the bride of my youth?
Had my heart ever thought to leave you
    I would have torn it into pieces.
For those who betray their beloved companion,
    God brings down with the trials of foes.
Lions soon will devour his flesh,
    and vultures will consume his blood.

Who resembles the stars of dawn [...] 
Il manoscritto si interrompe. Le prime due righe, traducibili in «Stavi cercando il giorno della mia morte quando hai scritto / "Hai tradito e abbandonato i tuoi giuramenti?"» sembrerebbero rispondere direttamente a una parte della poesia della moglie, probabilmente perduta.